# Ptychostomum ovatum
Ptychostomum ovatum là một loài Rêu trong họ Bryaceae. Loài này được (Hedw.) J.R. Spence mô tả khoa học đầu tiên năm 2007.